# Euryzonella
Euryzonella is een geslacht van vlinders van de familie snuitmotten (Pyralidae), uit de onderfamilie Pyralinae.

## Soorten
- E. erythrolepia Hampson, 1916
- E. latisfascia Hampson, 1891
- E. olivalis Swinhoe, 1895
- E. scoporhyncha Hampson, 1896